# Paratus longlingensis
Espèce
Paratus longlingensis est une espèce d'araignées aranéomorphes de la famille des Liocranidae.

## Distribution
Cette espèce est endémique du Yunnan en Chine,. Elle se rencontre dans le xian de Longling.

## Description
Le mâle holotype mesure 3,70 mm.

## Étymologie
Son nom d'espèce, composé de longling et du suffixe latin -ensis, « qui vit dans, qui habite », lui a été donné en référence au lieu de sa découverte, le xian de Longling.

## Publication originale
- Zhao & Peng, 2013 : Three new species of spiders of the family Liocranidae (Arachnida: Araneae) from China. Oriental Insects, vol. 47, no 2, p. 176-183.